# Ruta 7 (Chile)
Die Carretera Austral (offizielle Bezeichnung Ruta CH-7) ist eine rund 1350 Kilometer lange Straße in Chile, die von Puerto Montt nach Villa O’Higgins an die Südgrenze der Región de Aysén führt. Der Bau der Straße ist noch nicht vollendet. Sie hat den Status einer nationalen Längsachse.

## Bau

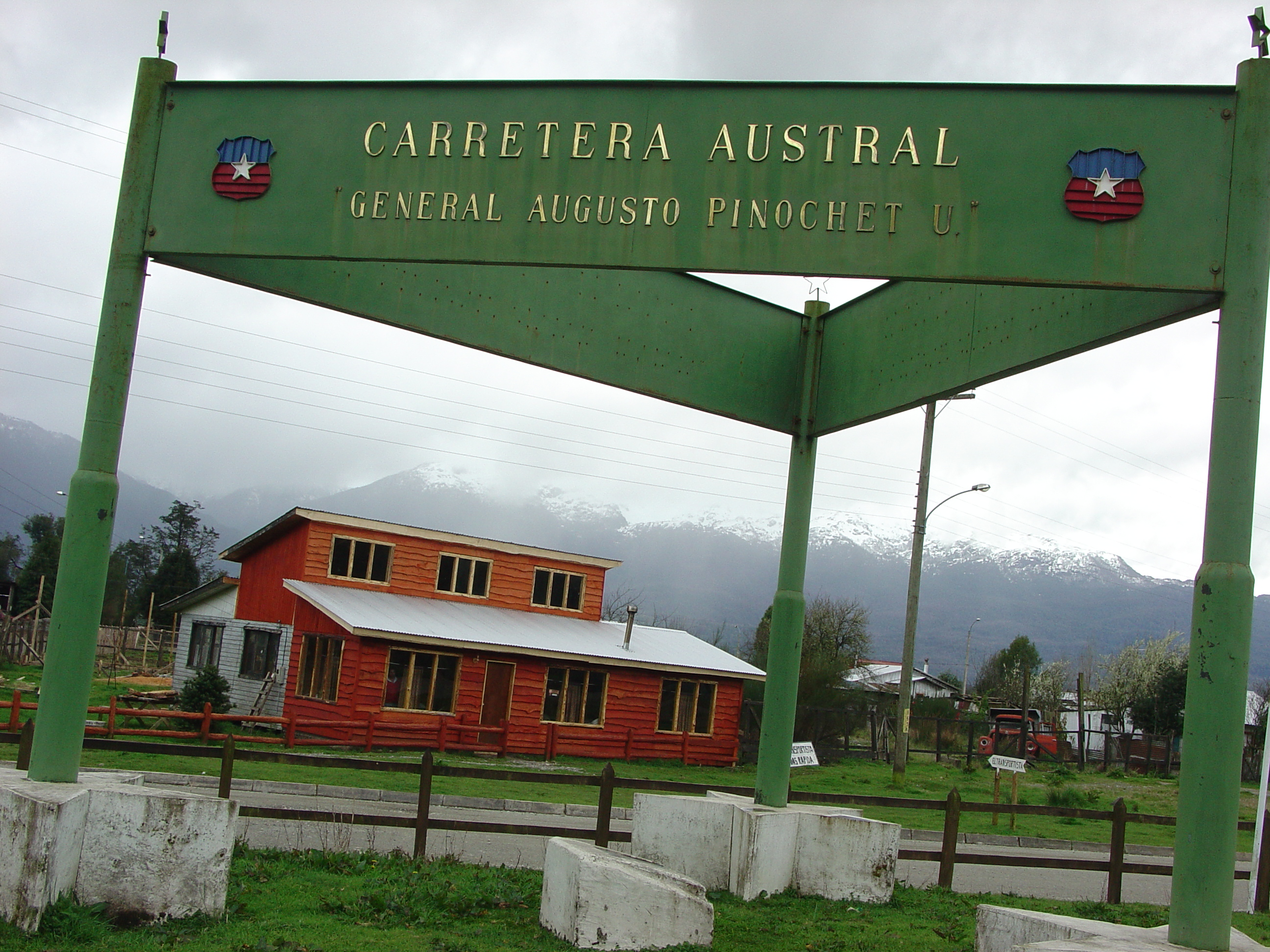
Schild mit der alten Bezeichnung Carretera Austral General Augusto Pinochet am Militärstützpunkt Puerto Yungay, dem Ausgangspunkt der aktuell südlichsten Fährverbindung über den Mitchell-Fjord

Lange Zeit war der äußerste Süden Chiles nur per Flugzeug oder Schiff zu erreichen. Der Panamericana-Highway führt nicht durch diese unwegsame Gegend, sondern über Argentinien nach Feuerland. Grund ist die dichte Bewaldung des Gebietes und das bergige, von zahlreichen Hindernissen durchzogene Gelände, wohingegen das argentinische Patagonien sehr karg und relativ weiträumig und somit sehr viel leichter zu erschließen ist.
Im Jahre 1976 begannen unter der Militärdiktatur Augusto Pinochets die Bauarbeiten für eine Straße durch den Süden. Die Carretera Austral („Südliche Landstraße“) bildete das bis dahin aufwändigste Großprojekt Chiles im 20. Jahrhundert und galt als Prestigevorhaben des Regimes; sie wurde anfänglich nach General Pinochet benannt. Ausgangspunkt für den Bau war die Stadt Puerto Montt; militärische Überlegungen (Sicherung der Südgrenze Chiles gegen Ansprüche Argentiniens) spielten bei der Planung eine wesentliche Rolle. Mehr als 10.000 Soldaten wurden zeitweise für den Bau eingesetzt. Der Straßenbau erwies sich als äußerst schwierig, da die Landschaft von Fjorden, Gletschern und Gebirgszügen durchschnitten ist. Eine direkte Nord-Süd-Verbindung war technisch unmöglich, daher führen rund 1150 km der Wegstrecke von Norden nach Süden und rund 229 km von West nach Ost. Vier Meerengen müssen per Fähre gekreuzt werden.
Der Bau kostete rund 200 Millionen US-Dollar, bis weit in die 1990er Jahre wurde an der gegenwärtigen Straße gebaut. Trotzdem sind Teile der Carretera Austral einfache Schotterpisten; die Wartung und Pflege erweist sich als aufwändig. Lange war auch der nördliche Teil zwischen Puerto Montt und Chaitén nicht fertiggestellt, zwischen Hornopirén und Caleta Gonzalo verkehrt eine Fähre. Etwa die Hälfte der Carretera Austral ist inzwischen asphaltiert. Momentan endet der Asphalt etwa eine Fahrstunde südwestlich von Balmaceda hinter der Siedlung Villa Cerro Castillo. Nach Angaben der regionalen Tourismusbehörde gibt es Pläne, die bestehende Straße in den kommenden Jahrzehnten komplett zu asphaltieren. Den Weiterbau am Südende verhindern der Lago O’Higgins und das Südliche Eisfeld Patagoniens. Die Straße endet in der Bahía Bahamóndez, einer Bucht am Lago O’Higgins, wo eine Holztafel das Ende der Carretera Austral verkündet.

## Tourismus
Die Straße gilt als Geheimtipp für Enduro-Fahrer, die die grandiose Landschaft genießen wollen. Über eine Befahrung mit dem Mietwagen im Jahre 2015 wurde am 20. März 2016 in der Frankfurter Allgemeinen Sonntagszeitung berichtet.

## Städte
Städte an der Carretera Austral von Nord nach Süd:
- Puerto Montt
- Chaitén
- Coyhaique
- Puerto Ingeniero Ibáñez
- Chile Chico
- Cochrane
- Puerto Yungay
- Villa O’Higgins

## Fortsetzung des Baus
Um die Lücke zwischen der Magellanregion und dem Rest Chiles langfristig zu schließen, führt das militärische Baukommando Cuerpo Militar de Trabajo trotz sehr schwierigen Terrains den Bau des fehlenden Teilstücks fort. Dieses soll westlich des Südlichen Eisfelds parallel zum Messier-Kanal verlaufen. Aktuell (Stand: 2010) wird an zwei Teilstücken zwischen dem Río Bravo und dem Jorge-Montt-Gletscher im Norden sowie zwischen Puerto Natales und dem Stanley-Fjord im Süden gearbeitet. Für die 935 fehlenden Kilometer sind 25 bis 30 Jahre Bauzeit veranschlagt, der Plan geht von neun Fährverbindungen wegen des von Fjorden zerklüfteten Terrains aus.